# Герб Актобе
Герб Актобе́ (каз. Ақтөбе қаласының елтаңбасы) — единственный официальный символ города Актобе (у города нет флага и гимна).
Первый герб города (вернее, гербовидный значок) был утверждён исполкомом Актюбинского городского Совета депутатов трудящихся 18 октября 1968 года. Автором проекта стал С. Т. Симонов. Герб был выполнен в форме французского геральдического щита, в верхней части на красном фоне расположилось контурное изображение тюльпана, в средней части на голубом фоне изображён стилизованный белый холм, а на красной нижней части была помещена плашка с надписью «Актюбинск». 24 декабря 1988 года 8-й сессией 20-го созыва Актюбинского городского Совета народных депутатов был принят новый герб по проекту художника М. Ф. Луцина. В центре герба был вновь изображён цветок тюльпана, внутри которого расположились два холма, под которыми разместилась синяя полоса с надписью «Ақтөбе», символизирующая реку Илек.
К 130-летию со дня основания Актобе был объявлен конкурс на новый герб города. Жюри, состоящее из учёных, архитекторов и представителей СМИ, из 50 конкурсных работ признало лучшим эскиз актюбинского художника, члена союза художников Казахстана Сагинтая Алимбетова. Герб был официально утверждён на 23-й сессии городского маслихата 24 июля 1998 года. Победитель конкурса не получил никакого материального вознаграждения.
Герб имеет круглую форму, символизирующую «вечность мироздания». Надпись Ақтөбе сделана белым цветом — цветом «чистоты и святости», орнаменты голубого цвета означают «вечное движение воды», а орнаменты красного цвета — стилизованные тюльпаны. В центре герба изображено крылатое существо с орлиной головой (грифон). В 1992 году вблизи Актобе была найдена скульптура подобного существа, датируемая X веком до н. э.
18 июня 2011 года Национальный банк Республики Казахстан 50-тысячным тиражом выпустил в обращение монету номиналом 50 тенге, на которой вместо привычного герба Казахстана на тыльной стороне был изображён герб Актобе. Жители города поначалу отнеслись к обновлённым монетам с настороженностью. Были случаи, когда кондукторы автобусов отказывались принимать данную монету.